# Acusación constitucional contra la Corte Suprema de Chile
La acusación constitucional contra la Corte Suprema de Justicia fue un suceso histórico chileno ocurrido entre 1868 y 1869, durante el periodo de la República Liberal, que se inició con la presentación, por el entonces diputado Vicente Sanfuentes, de una acusación constitucional contra el presidente y los ministros de la Corte Suprema, Manuel Montt Torres, José Gabriel Palma, José Miguel Barriga y José Alejo Valenzuela, por infracción de las leyes y "notable abandono de deberes".
La Cámara de Diputados declaró admisible la acusación el 9 de noviembre de 1868, por 48 votos contra 26. Finalmente, el 10 de mayo de 1869, el Senado absolvió a los miembros de la Corte de todos los cargos formulados en su contra.

## Antecedentes
En 1861 asumió la presidencia de la República José Joaquín Pérez (1861-1871) apoyado por la Fusión Liberal-Conservadora, una coalición política y electoral de liberales y conservadores –estos últimos se convirtieron en opositores del gobierno de Manuel Montt (1851-1861) a partir de la denominada cuestión del Sacristán de 1857–, y fue reelecto en 1866. 
A su vez, la coalición oficialista (la Fusión Liberal-Conservadora) triunfó en las elecciones parlamentarias de 1864, derrotando al Partido Nacional o Monttvarista, cuyos principales dirigentes eran Manuel Montt y Antonio Varas.
Federico Errázuriz Zañartu asumió en 1864 como ministro de Justicia, Culto e Instrucción Pública, y desde que llegó a dicho puesto, comenzó una "cruzada" contra los funcionarios públicos formados durante la presidencia de Manuel Montt, y vinculados con el Partido Nacional o Monttvarista (nacionales), que aún se mantenían en el aparato estatal, con la finalidad de sustituirlos por personal de su confianza. 
Al acercarse las elecciones parlamentarias de 1867 el oficialismo puso en movimiento su maquinaria electoral, no con la intención de obtener la mayoría parlamentaria, que ostentaba desde 1864, sino que "la consigna surgida en la mente del hábil Ministro Errázuriz tenía como objetivo primordial terminar con las huestes nacionales monttvaristas o por lo menos disminuirlas en tal forma que no constituyeran un serio peligro para sus aspiraciones presidenciales futuras".
Por otro lado, Errázuriz Zañartu, aprovechando las circunstancias de la Guerra contra España de 1866, montó una maquinaria electoral, "que no obedecía al presidente, a quien nadie respetaba ni temía, ni a los conservadores, ni a los liberales fusionistas, sino a él personalmente", continuando con su política de reemplazo de los empleados públicos nacionales monttvaristas. 
Sin embargo, tal política encontró un importantísimo núcleo de resistencia en el Poder Judicial: la  Corte Suprema de Justicia, considerada el último bastión de los nacionales, debido a que se encontraba presidida por el mismísimo Manuel Montt, símbolo del régimen anterior.

## Sucesos

### El proyecto de la barra y el anuncio de la acusación
A mediados de 1868 se encontraba en discusión en el Congreso un proyecto que pretendía autorizar a los presidentes de las cámaras para reprimir disciplinariamente a las personas asistentes a la barra –denominación del sector donde se ubicaba el público que concurría a para presenciar las sesiones de las cámaras– que faltasen al orden en la sala o en las tribunas, que fue conocido como el "proyecto de la barra", con sanciones que serían discrecionales: multa, que no podía exceder de 200 pesos, o prisión, hasta por un mes.
En opinión de José Victorino Lastarria, se buscana "nada menos que introducir en nuestro mecanismo constitucional una jurisdicción que no establece la Constitución y que no se puede crearse sino por una constituyente encargada de reformar la organización política".
El diputado por La Unión, Vicente Sanfuentes, defensor y firmante de aquel proyecto, argumentó en su favor señalando que "Sería inútil y peligroso entregarle la aplicación de estas sanciones" al poder judicial, es decir, que la cámara no podía confiar en la administración de justicia; a la vez, profirió diversos ataques a la Corte Suprema y, particularmente, a su presidente, Manuel Montt, llegando a expresar que "El hombre que bajó del primer puesto del Ejecutivo [Manuel Montt], destilando todavía sangre del manto imperial, subió al Poder Judicial cuando debía llevar al pie la cadena del presidiario". 
En ese contexto, en la sesión ordinaria de la Cámara de Diputados de 30 de julio de 1868, el diputado Sanfuentes promovió una cuestión previa al pronunciamiento sobre el "proyecto de la barra" que lo llevaría a anunciar una acusación contra la Corte Suprema, y a convertirse en circunstancial vocero de los enemigos políticos de los nacionales.

Antes de entrar al fondo de la cuestión [el "proyecto de la barra"] pido que la Cámara se pronuncie sobre un paso previo que voi a ponerle. Como he denunciado algunos hechos graves i como podría denunciar otros de que recientemente tengo conocimiento, temo que más tarde pudieran estraviarse los documentos que prueban la verdad de mis asertos, porque todo lo temo de esos hombres [los miembros de la Corte Suprema]. Desearía pues, que la Cámara tomara un precaucion. El señor Secretario podría inmediatamente a solicitar del juez de letras de turno, le entregase el espediente del concurso hipotecario de don Juan de Dios Gamdarillas [...] Debo declarar a la Cámara que no abrigo ningun temor respecto del escribano que guarda ese espediente; pero, como puede ser perdido por la Corte Suprema, i el señor escribano tendría que obedecer, ese Tribunal no me inspira la misma garantía.
[...]
Yo digo la verdad: por mi parte acusaría a la Corte Suprema.
Vicente Sanfuentes, sesión 36 ordinaria de la Cámara de Diputados de Chile, de 30 de julio de 1868

El diputado Manuel Antonio Matta, ante la solicitud de Vicente Sanfuentes, observó que, tanto la traída del expediente del concurso de Juan de la Cruz Gandarillas a la cámara, donde aparecía como acreedor, como el eventual intento de dilucidar los fundamentos del fallo de dicha causa, resultaban improcedentes, atendidas las atribuciones de la Cámara de Diputados. De igual modo, el debate sobre dicha petición, llevó al diputado Angel Custodio Gallo a dirigirse a Sanfuentes, señalando: "Vamos señor, por el camino mas recto: o retire el señor Diputado su indicación o acuse formalmente a la Corte Suprema". 
Ante ello, Sanfuentes reaccionó diciendo: "Bien señor. Apunte, pues, señor, Secretario, en un pedazo de papel: Acuso a la Corte Suprema por infracción de las leyes, sin embargo, no acepto la doctrina de que sea necesario acusar para traer a la Cámara documentos para que no se diga después que calumnio". El secretario de la Cámara, Benjamín Vicuña Mackenna, anotó:

El Diputado que suscribe, en uso del Derecho que la Constitución le confiere, acusa a la Corte Suprema por infracción de leyes
Vicente Sanfuentes

A instancias de Benjamín Vicuña Mackenna, la Cámara de Diputados colocó en tabla y admitió a examen la acusación planteada por Vicente Sanfuentes, quien en ese momento argumentó que no se encontraba preparado, solicitando quince días de plazo "para examinar los hechos que yo conozco, computarlos y estudiarlos", el cual se le concedió –el mismo, ya antes había expresado que "Por más que quisera tratar hoi este asunto no se puede porque no he traído apuntes ni están preparados". 
Coetáneamente, el  ministro de Guerra y Marina, Federico Errázuriz, imputaba a la Corte Suprema de "estar atisbando hora por hora, momentos por momentos, los pasos del Ejecutivo para suscitarle dificultades insuperables [...] Si éstas son las armas que se emplean contra nosotros, las despreciamos. Ninguna voz se ha levantado contra nosotros y más de una se ha levantado contra la Corte Suprema, que defendía los bandidos de Arauco".
La acusación se dejó sin formalizar durante varios días; en el ínterin, en dos ocasiones se le propuso a los ministros de la Corte Suprema que jubilaran, a cambio de retirar la acusación; en ambas oportunidades se rechazó el ofrecimiento.

### Formalización de la acusación
El 22 de agosto de 1868, el diputado Vicente Sanfuentes formalizó la acusación contra los miembros de la Corte Suprema. Inició su discurso, en la sala de la Cámara de Diputados, con ataques personales a Manuel Montt, en referencia a su periodo presidencial (1851-1861), hechos que no tenían relación alguna con la acusación de abandono de deberes por parte de la Corte: "La mona, aunque se vista de seda, mona se queda [...] La mona vieja del decenio, que vistió durante diez años el manto del despotismo, se ha calado coquetamente el gorro frigio a lo rojo y se ha puesto a bailar y cantar la Marsellesa al son de los pitos que le tocan los mugrientos muñecos del decenio [...] La mayor parte de los tiranos que han existido en el mundo, han tenido el valor de sacar la cara y decir abiertamente a la faz de todos: 'Somos tiranos'. Pero Montt, ese tirano miserable e hipócrita, torció inicuamente las leyes para cometer atrocidades a su sombra.".
El presidente de la Cámara, Miguel Luis Amunátegui, intentó llamarlo al orden, ante lo cual Sanfuentes replicó que "cuando se acusa a un criminal no se podía hablar sino de su crimen". Miguel Luis Amunátegui sometió a la Cámara si debía o no llamársele al orden, la que determinó que no resultaba procedente, por 37 votos contra 35.
Finalmente, Sanfuentes formuló cinco capítulos de acusación contra la Corte Suprema:
1. Por infracción de la ley del juicio ejecutivo;
2. Por haber declarado válida una escritura pública cuya falsedad constaba en autos;
3. Por haber revocado una sentencia del juez de San Fernando, que condenaba en costas a un individuo que insultó al intendente provincial.
4. Por no dar audiencia en todos los días en que tiene obligación de darla, y
5. Por haber infringido el artículo 5 del Código Civil.